# 大三元 (2019年電影)
《大三元》（英語：Big Three Dragons），是台灣一部於2019年上映的麻將題材賀歲喜劇電影。由張軒睿、陳嘉樺、黃仲崑領銜主演，2019年2月1日於台灣上映。

## 演員列表

### 主要演員
| 演員姓名 | 角色名稱 | 介紹 |
| 張軒睿   | 盛曉白   | 盛東風的兒子，沈無缺的男朋友，盛家長孫，貪玩但內心善良，在一群麻將高手的指點下漸漸學會打麻將，更得隱士阿筍師的真傳「笑打麻將」，成功以麻將大三元的胡牌模式打敗南風，奪回盛家繼承人的寶座。 |
| 陳嘉樺   | 沈無缺   | 盛曉白的女朋友，無連莊的房東，凡事精打細算，對錢斤斤計較 |
| 黃仲崑   | 盛南風   | 盛東風的弟弟，盛曉白的叔叔，覬覦盛家產業，企圖打造盛氏帝國，最終悔改 |
| 方季惟   | 盛金梅   | 盛東風和盛南風的妹妹，曉白大姑姑，虔誠的佛教徒，有做課誦的習慣。 |
| 溫翠蘋   | 盛銀蘭   | 盛東風和盛南風的妹妹，曉白二姑姑，拜金女，十分偏向南風 |

### 其他演員
| 演員姓名 | 角色名稱    | 介紹                                                                                               |
| 海裕芬   | 盛玉竹      | 盛東風和盛南風的妹妹，一臉苦瓜，遇到事情最會哭鼻子，曉白的三姑姑                                   |
| 巴鈺     | 盛寶菊      | 盛東風和盛南風的妹妹，曉白的小姑姑，刀子嘴豆腐心                                                   |
| 嚴正嵐   | 盛若霏      | 盛南風的乾女兒，喜歡曉白 阿凱愛慕對象                                                              |
| 陶傳正   | 盛東風      | 盛曉白的父親，盛南風、盛金梅、盛銀蘭、盛玉竹、盛寶菊的大哥，遭到南風陷害成老人失智，最後恢復記憶   |
| 王琄     | 莊美玲      | 盛東風之妻，盛曉白的母親，相信任何安排都是最好的安排                                               |
| 王彩樺   | 麻雀姨      | 無連莊的房客，與麻雀伯在夜市擺麻將攤                                                               |
| 言野     | 盛宏中      | 盛南風的兒子，喜歡玩音樂                                                                           |
| 顏毓麟   | 盛祥發      | 盛南風的兒子，喜歡說話夾雜英文                                                                     |
| 莫愛芳   | 阿秋        | 盛家請的外傭，是魯蛇王的粉絲                                                                       |
| 羅時豐   | 麻雀伯      | 無連莊的房客，與麻雀姨在夜市擺麻將攤                                                               |
| 吳承洋   | 王大凱      | 曉白的好友，因為嫉妒曉白的家世而遭南風利用，最後醒悟，喜歡若霏                                     |
| 李沛旭   | 天鳥哥      | 無連莊的房客，性慾旺盛的肌肉猛男，在夜店當午夜牛郎，愛穿紅內褲，普拉嘉的男友。                     |
| 曾莞婷   | 普拉嘉      | 無連莊的房客，在夜市擺攤賣內衣，天鳥哥的女友                                                       |
| 許富凱   | 舉牌工      | 無連莊的房客，幾乎不說話，但有一副好歌喉                                                           |
| 澎恰恰   | 阿筍師      | 教導盛曉白麻將的老師                                                                               |
| 張秀卿   | 春花        | 盛曉白的奶奶，盛東風、盛南風、盛金梅、盛銀蘭、盛玉竹、盛寶菊的母親                                 |
| 何承蔚   | 童年盛曉白  | 年幼時的盛曉白                                                                                     |
| 林鶴軒   | 盛一章      | 盛家老祖先，在清代時到東方不敗家做長工，幫東方不敗贏得一場麻將，從此盛家後代便奉他為神一樣的敬拜。 |
| 張少懷   | 東方不敗    | 盛一章原本服侍的大員外，因老婆要生了才不得已請他代打，卻造就盛一章開創新的人生巔峰。               |
| 田中千繪 | 根本不胡 子 | 東方不敗牌桌上的對手，最終輸給盛一章。                                                             |
| 徐乃麟   | 徐董        | 盛南風生意上的往來客戶，在慶功宴麻將大賽中擔任裁判。                                               |
| 蘇達     | 蘇律師      | 為盛家做產業公證的關鍵見證人。                                                                     |
| 那那大師 | 魯蛇王之一  | 無連莊房客，魯蛇王三人組之一，最後成為知名網紅。                                                   |
| 阿翰     | 魯蛇王之一  | 無連莊房客，魯蛇王三人組之一，最後成為知名網紅。                                                   |
| 彭宸昊   | 魯蛇王之一  | 無連莊房客，魯蛇王三人組之一，最後成為知名網紅。                                                   |
| 謝怡芬   | 酒店經理    | 在曉白光顧酒店時出面接待。                                                                         |
| 盛竹如   | 盛竹如      | 在片頭及片尾擔任旁白配音，未現身演出。                                                             |

## 電影歌曲
| 曲序 | 曲目               |            | 作曲       | 编曲   | 演唱                                                 |
| ---- | ------------------ | ---------- | ---------- | ------ | ---------------------------------------------------- |
| 1.   | 心不名狀（主題曲） | 柳永       | 林恩、柳永 | 范揚景 | 陳嘉樺、張軒睿                                       |
| 2.   | 拜請拜請（插曲）   |            |            |        | 澎恰恰、王彩樺、許富凱                               |
| 3.   | 麻麻雀雀（插曲）   | 柳永、威成 | 柳永       |        | 羅時豐、王彩樺、曾莞婷、李沛旭、阿翰、那那大師、皮皮 |

## 外部連結
- YouTube上的前導預告
- YouTube上的正式預告
- 大三元的Facebook專頁
- 互联网电影数据库（IMDb）上《大三元》的资料（英文）
- 開眼電影網上《大三元》的資料（繁體中文）
- Yahoo奇摩電影上《大三元》的資料（繁體中文）
- 豆瓣电影上《大三元》的資料 （简体中文）